# ディケーター (DD-5)
|          |                                      |
| 艦歴     |                                      |
| 発注     |                                      |
| 起工     | 1899年7月26日                        |
| 進水     | 1900年9月26日                        |
| 就役     | 1902年5月19日                        |
| 退役     | 1919年7月20日                        |
| その後   | 1920年1月3日にスクラップとして売却   |
| 除籍     |                                      |
| 性能諸元 |                                      |
| 排水量   | 420トン                              |
| 全長     | 250 ft (76.2 m)                      |
| 全幅     | 23.7 ft (7.19 m)                     |
| 吃水     | 6 ft 6 in (1.98 m)                   |
| 機関     |                                      |
| 最大速   | 28ノット (52 km/h)                   |
| 乗員     | 士官、兵員73名                       |
| 兵装     | 3インチ砲2門、 18インチ魚雷発射管2門 |

ディケーター (USS Decatur, DD-5) は、アメリカ海軍の駆逐艦。ベインブリッジ級駆逐艦の5番艦。艦名はスティーヴン・ディケーター代将に因む。その名を持つ艦としては2隻目。

## 艦歴
ディケーターは1899年7月26日にバージニア州リッチモンドのウィリアム・R・トリッグ社で起工、1900年9月26日にM・D・メイヨー（ディケーター代将の子孫）によって進水し、1902年5月19日に艦長L・H・チャンドラー大尉の指揮下就役した。
ディケーターは第1水雷小艦隊の先導艦に指定され、東海岸およびカリブ海での訓練および艦隊演習に1903年12月まで従事、その後小艦隊はノーフォークを出航しスエズ運河経由でアジアステーションに向かった。
1904年4月14日にフィリピンのカヴィテに到着、ディケーターは中国沿岸での訓練およびフィリピン海域での巡航を行い、1905年12月5日にカヴィテで予備役に置かれた。その後の3年間は1908年1月および2月のフィリピン南部、5月のサイゴンを含む各地への巡航を行った。
ディケーターは1909年2月18日に予備役となり、1910年4月22日に任務復帰し保管状態に置かれた。1910年12月22日に任務に完全復帰し水雷小艦隊との作戦活動を再開、1917年8月1日までフィリピン南部海域および中国、日本の港の間を巡航し、その後地中海に派遣された。アメリカ海軍偵察艦隊に配属され、10月20日にジブラルタルに到着、1918年12月8日まで大西洋および地中海で偵察、船団護衛任務に従事した。ディケーターは1919年1月6日にフィラデルフィアに到着し、6月20日に退役した。その後1920年1月3日に売却された。
チェスター・ニミッツ提督はその経歴の初期にディケーター艦長としてフィリピンで勤務した。